# Immanuelkirche (Hehlen)

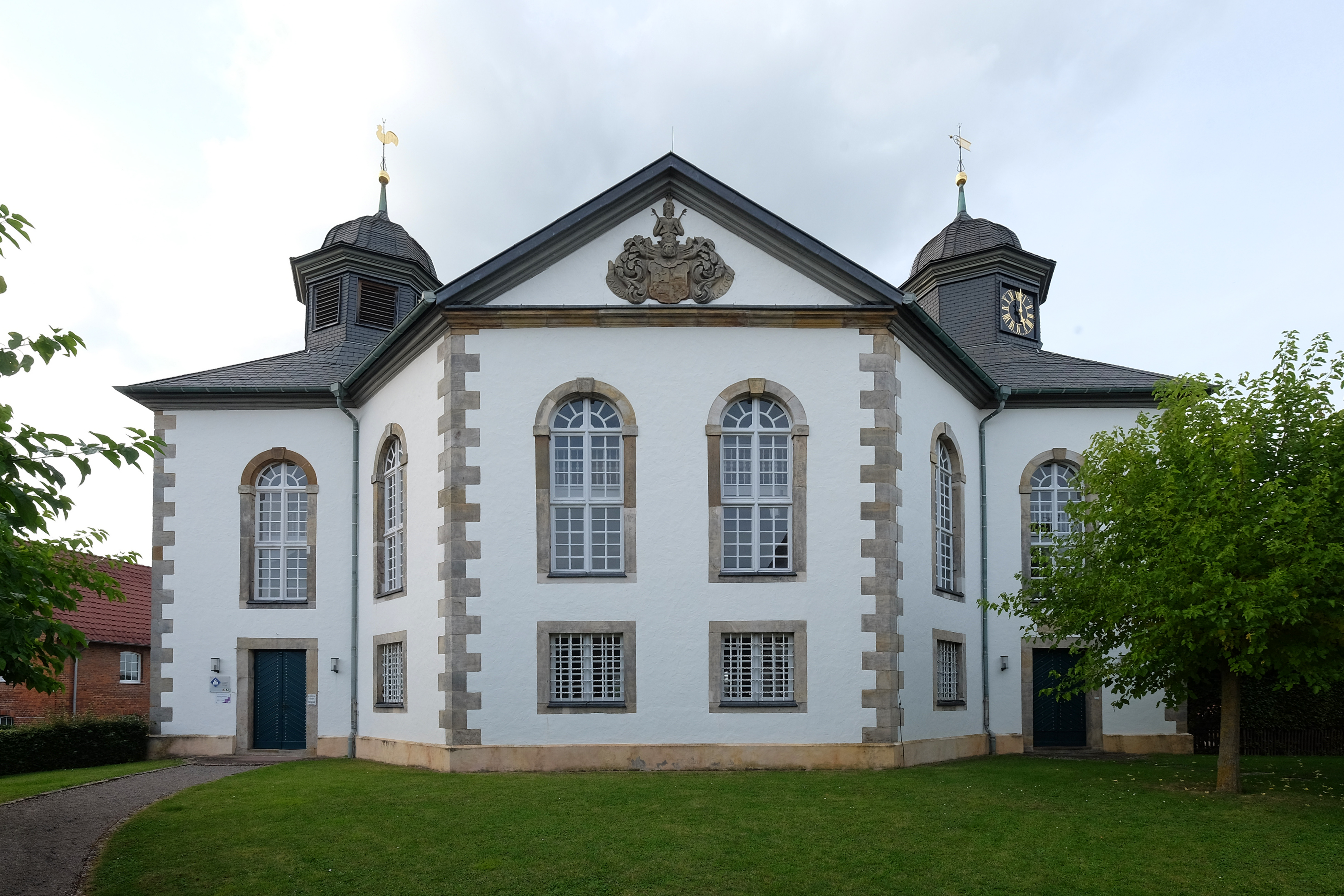
Die Immanuelkirche zu Hehlen

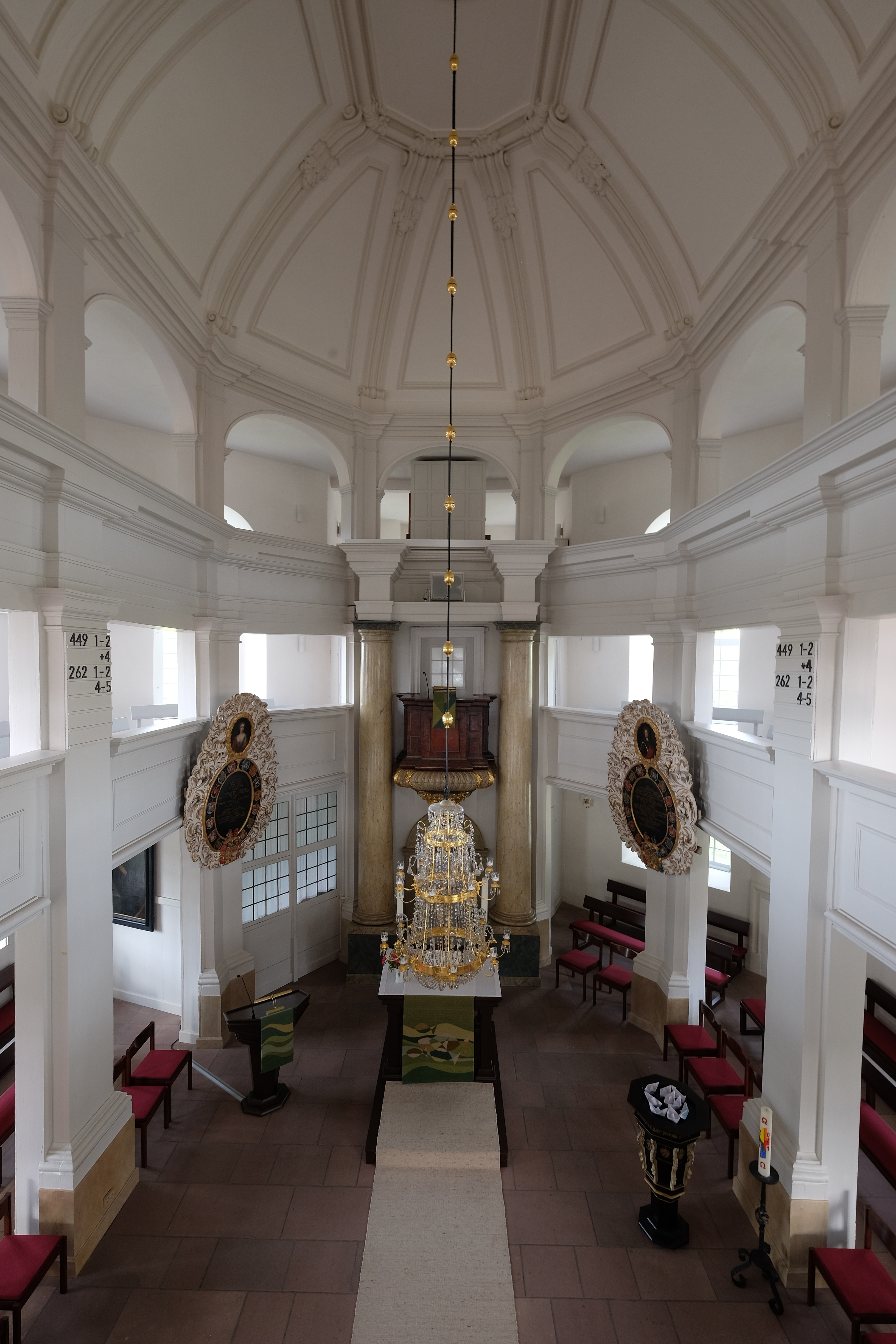
Innenansicht der Immanuelkirche

Die Immanuelkirche ist die Kirche der evangelischen Kirchengemeinde Hehlen im niedersächsischen Landkreis Holzminden. Die Kirche gehört zum Kirchenkreis Holzminden-Bodenwerder.

## Baugeschichte
Die Immanuelkirche wurde in den Jahren 1697 bis 1699 nach einem voraufgehenden Entwurf von Johann Balthasar Lauterbach (1663–1694) durch den Braunschweig-Wolfenbütteler Landbaumeisters Hermann Korb (1656–1735) errichtet. Sie ersetzt eine ältere Kirche an gleicher Stelle. Finanziert wurde der Bau durch den auf Wasserschloss Hehlen residierenden Friedrich Achaz von der Schulenburg-Hehlen (1647–1701) und seine Gemahlin Margaretha Gertrud (1659–1697). Das in den einfachen Formen des Weserbarock errichtete Bauwerk stellt einen oblongen oktogonalen Zentralbau dar, dessen Kanten durch Eckquaderung betont sind. Stirnseitig ist jeweils ein turmartiger Anbau zugefügt, der die Treppenhäuser zu den Emporen der Gemeinde und zur Loge des Patronatsherrn enthält, jeweils abgeschlossen durch Turmaufsätze mit schiefergedeckter Welscher Haube. Der östliche Anbau enthält eine Gewölbegruft, die der Familie von der Schulenburg als Begräbnisstätte diente. Die Längsseiten sind übergiebelt und mit Wappen und Initialen des Stifters versehen.
Der mit doppelgeschossig umlaufenden Emporen ausgestattete Innenraum wird durch ein in den Dachstuhl integriertes Muldengewölbe abgeschlossen, an der östlichen Stirnseite ist in protestantischer Tradition der Kanzelaltar angebracht, seitlich davon die Epitaphien des Stifterpaares. Die Decke ist eingewölbt und mit italienischen Stuckarbeiten verziert. Der wahrscheinlich venezianische Kristallleuchter ist ein Geschenk des Grafen von der Schulenburg. 1974/75 wurde die Kirche renoviert. Dabei kam das Taufbecken aus der Zeit der Renaissance aus der Klosterkirche Kemnade hierher. Auch Altar und Lesepult stammt ebenso wie die Farbgebung aus der Zeit.